# Centipocoris
Centipocoris is een geslacht van wantsen uit de familie van de Corixidae (Duikerwantsen). Het geslacht werd voor het eerst wetenschappelijk beschreven door Poisson .

## Soorten
Het genus bevat de volgende soorten:

- Centipocoris africana Poisson